# Dobrivoje Selec
Dobrivoje Selec (Varaždin, 3. veljače 1943. – Saint Petersburg, Florida, SAD, 4. svibnja 2008.), bio je hrvatski rukometaš. 
S reprezentacijom Jugoslavije je osvojio zlatnu medalju na Olimpijskim igrama 1972., te 7. mjesto na Svjetskom prvenstvu 1967. godine. 
Rukomet je počeo igrati za beogradske ekipe: Obilić i Crvenu zvezdu, a kasnije za zagrebački Medveščak.   
01. prosinca 1964. godine debitirao je za reprezentaciju ex Jugoslavije, protiv Rumunjske i dao dva gola. 
Ukupno je odigrao 22 utakmice u plavom dresu i postigao 15 golova. Zlatna medalja s Olimpijskih igara 1972. godine je njegov najveci uspjeh s reprezentacijom Jugoslavije
Nakon Medveščaka, karijeru je nastavio u rukometnim klubu Borac Banja Luka, gdje je osvojio niz se trofeja, a svakako najznačajniji i najsretniji klupski trenutak je osvajanje Kup europskih prvaka. 1976. godine.  